# Afrosteropleurus
Afrosteropleurus is een geslacht van rechtvleugeligen uit de familie van de sabelsprinkhanen (Tettigoniidae). De wetenschappelijke naam van dit geslacht is voor het eerst voorgesteld door Joan Barat in een publicatie uit 2012.
De soorten van dit geslacht komen in Libië voor.

## Soorten
Het geslacht Afrosteropleurus omvat de volgende soorten:
- Afrosteropleurus filenorum (Massa, 1998)
- Afrosteropleurus ientilei (Fontana & Massa, 2008)